# Џул
Џул (енгл. joule; симбол: J; такође њутн метар, ват секунд или кулон волт) је СИ јединица за енергију и рад. Названа је по физичару Џејмсу Прескоту Џулу (1818—1889).
Џул је једнак енергији која се преноси на (или рад) када на објекат делује сила од једног њутна у правцу кретања силе на растојању од једног метра (1 њутн-метар или N⋅m). То је такође енергија која се расипа као топлота када електрична струја од једног ампера прође кроз отпор од једног ома за једну секунду. Име је добио по енглеском физичару Џејмсу Прескоту Џулу (1818–1889).

## Дефиниција
У смислу најпре основних СИ јединица, а затим у смислу других СИ јединица, џул се дефинише као
{\displaystyle {\text{J}}={\frac {{\text{kg}}{\cdot }{\text{m}}^{2}}{{\text{s}}^{2}}}={\text{N}}{\cdot }{\text{m}}={\text{Pa}}{\cdot }{\text{m}}^{3}={\text{W}}{\cdot }{\text{s}}={\text{C}}{\cdot }{\text{V}}={\text{Ω}}{\cdot }{\text{A}}^{2}{\cdot }{\text{s}},}
где је
| Симбол | Значење  |
| ------ | -------- |
|        |          |
|        | килограм |
|        | метар    |
|        | секунда  |
|        | њутн     |
|        | паскал   |
| W      | ват      |
|        | кулон    |
|        | волт     |
| Ω      | ом       |
|        | ампер    |

## Историја
Цгс систем је проглашен званичним 1881. године, на првом Међународном конгресу електротехнике. Ерг је усвојен као јединица за енергију 1882. Вилхелм Сименс је у свом инаугурационом говору као председавајући Британске асоцијације за унапређење науке (23. августа 1882) први предложио џул као јединицу топлоте, која се изводи из електромагнетних јединица ампер и ом, у цгс јединицама еквивалентним са 107 erg. Назив јединице дат у част Џејмса Прескота Џула (1818–1889), у то време пензионисаног, који је тада имао 63 године, по Сименсовом предлогу:
„Таква топлотна јединица, ако се сматра прихватљивом, могла би се са великом исправношћу, по мом мишљењу, назвати џул, по човеку који је толико учинио да развије динамичку теорију топлоте.“
На другом Међународном конгресу електротехнике, 31. августа 1889, џул је званично усвојен уз ват и квадрант (касније преименован у хенри). Џул је преминуо исте године, 11. октобра 1889. На четвртом конгресу (1893) дефинисани су „међународни ампер“ и „међународни ом“, уз незнатне промене у спецификацијама за њихово мерење, при чему је „међународни џул“ јединица изведена из њих.
Године 1935. Међународна електротехничка комисија (као организација наследница Међународног електричног конгреса) усвојила је „Џорџијев систем“, који је на основу претпоставке дефинисане вредности за магнетну константу подразумевао и редефинисање џула. Џорџијев систем је одобрио Међународни комитет за тегове и мере 1946. Џул сада више није био дефинисан на основу електромагнетне јединице, већ као јединица рада коју обавља једна јединица силе (у то време још није била названа њутн) на удаљености од 1 метар. Џул је изричито замишљен као јединица енергије која се користи у електромагнетном и у механичком контексту. Ратификација дефиниције на деветој Генералној конференцији за тегове и мере, 1948. године, додала је спецификацију да џул такође треба да буде пожељан као јединица топлоте у контексту калориметрије, чиме се званично застарева употреба калорија. Ова дефиниција је била директна претеча џула који је усвојен у модерном Међународном систему јединица 1960. године.
Дефиниција џула као  остала је непромењена од 1946. године, али је џул као изведена јединица наследио промене у дефиницијама секунде (1960. и 1967), метра (1983) и килограма (2019).

## Практични примери
Један џул представља (приближно):
- Количина електричне енергије потребна за 1 W уређај током 1 s.
- Енергија потребна за убрзање масе од 1 kg при 1 m/s2 на растојању од 1 m.
- Кинетичка енергија масе од 2 kg која путује брзином од 1 m/s.
- Енергија потребна да се парадајз средње величине подигне на 1 m (3 ft 3 in), под претпоставком да парадајз има масу од 101,97 g (3,597 oz).
- Топлота потребна за подизање температуре 0,239 g воде са 0 °C на 1 °C, или са 32 ° на 33,8 °.[12]
- Типична енергија коју особа у мировању ослобађа у облику топлоте сваких 1/60 s (17 ms).[note 1]
- Кинетичка енергија човека од 50 kg који се креће веома споро (0,2 m/s (0,72 km/h)).
- Кинетичка енергија тениске лоптице масе 56 g која се креће брзином од 6 m/s (22 km/h).[13]
- Енергија хране (kcal) у нешто више од половине кристала шећера (0,102 mg/кристал).

## Умношци
1 џул = 1  · 1  = 1 њутн · 1 метар = 1  · 1 2 · 1 2
1 џул = 1  · 1  = 1 кулон · 1 волт
1 џул = 1 W · 1  = 1 ват · 1 секунда
Један џул је рад који изврши сила од једног њутна на путу од једног метра; тако се срећу и изрази њутн метар или њутн-метар, симболи N·m или N&nbsp;m. Међутим, да би се избегла забуна, њутн метар се најчешће користи као мера момента силе, а не енергије.
На други начин представљен, један џул је рад потребан да се на површини Земље подигне маса од око 102 g (нпр. мала јабука) за један метар.
Такође, један џул је рад потребан да се пренесе наелектрисање од једног кулона кроз електричну потенцијалну разлику од једног волта.
Један џул представља и рад који изврши у једној секунди машина снаге једног вата.
1 џул је:
- ≈ 2,78 × 10−7 kW·h (киловат час)
- ≈ 0,239 cal (калорија)
- ≈ 0,000 948 BTU (Британска топлотна јединица)
- ≈ 0,738 ft·lbf (стопа фунтна сила)
- = 1 W·s (ват секунд)
- = 1 N·m (њутн метар)
- ≈ 23,7 ft·pdl (стопа фунтал)
- = 10.000.000 erg (ерг)

### Килоџул
Килоџул (скраћено: ) је јединица за енергију једнака 1000 џула.
- Један  је рад који машина снаге једног киловата изврши за једну секунду.
- Један  је потребно да се истопи 3 грама леда на 0 °C
- Отприлике један kJ рада се изврши када се 100 килограма подигне за један метар на Земљиној површини (или ако се један килограм подигне 100 метара).
- Један  је једнак 5/18 (отприлике 0,2778) ват часова

### Мегаџул
Мегаџул (скраћено: ) је јединица за енергију једнака 1.000.000 тј. 106 џула.
- Један  је приближна вредност рада коју изврши машина снаге једног киловата за петнаест минута.
- Један  је довољно да истопи 3 килограма леда на 0 °C
- Један  је једнак 5/18 (отприлике 0,2778) киловат часова
- Један  је приближна хранљива вредност пола литре сока од наранџе.

## Конверзије
1 џул је једнак (приближно осим ако није другачије наведено):
- 107 erg (тачно)
- 6,24150974×1018 eV
- 0,2390 cal (грам калорија)
- 2,390×10−4 kcal (дијетарних калорија)
- 9,4782×10−4 BTU
- 0,7376 ft⋅lb (стопа-фунта)
- 23,7 ft⋅pdl (стопа-фунтал)
- 2,7778×10−7 kW⋅h (киловат-сат)
- 2,7778×10−4 W⋅h (ват-сат)
- 9,8692×10−3 l⋅atm (литра-атмосфера)
- 11,1265×10−15 g (путем еквиваленције масе и енергије)
- 10−44 foe (тачно)

Јединице дефинисане тачно у смислу џула укључују:
- 1 термодинамичка калорија = 4,184 [14]
- 1 међународна табеларна калорија = 4,1868 [15]
- 1  = 3600 J (или 3,6 )
- 1  = 3,6×106 J (или 3,6 )
- 1  = 1 J
- 1 тона ТНТ = 4,184 GJ

## Њутн-метар и обртни моменат
У механици, концепт силе (у неком правцу) има блиски аналог у концепту обртног момента (око неког угла):
| Линеарно | Угаоно          |
| -------- | --------------- |
| Сила     | Обртни моменат  |
| Маса     | Момент инерције |
| Померање | Угао            |

Резултат ове сличности је да је СИ јединица за обртни момент њутн-метар, који алгебарски функционише тако да има исте димензије као џул, али нису заменљиве. Генерална конференција за тегове и мере дала је јединици енергије назив џул, али јединици обртног момента није дала никакво посебно име, те је то једноставно њутн-метар (N⋅m) – сложени назив који потиче од њених саставних делова. Коришћење њутн-метара за обртни момент и џула за енергију помаже да се избегну неспоразуми и погрешне комуникације.
Разлика се може видети и у чињеници да је енергија скаларна величина – скаларни производ вектора силе и вектора померања. Насупрот томе, обртни момент је вектор – векторски производ вектора силе и вектора удаљености. Обртни момент и енергија су међусобно повезани једначином
{\displaystyle E=\tau \theta \,}
где је E енергија, τ је (векторска величина) обртног момента, а θ је захваћени угао (у радијанима). Пошто су равни углови бездимензионални, следи да обртни момент и енергија имају исте димензије.